# Javier Ordóñez
Javier Humberto Ordóñez Bermúdez  (Girardot, Cundinamarca, 24 de febrero de 1978 - Bogotá, 8 de septiembre de 2020) fue un estudiante de derecho colombiano se dio a conocer por ser asesinado a manos de la policía colombiana.

## Biografía
Ordóñez estudiaba su profesión de abogado en la Universidad La Gran Colombia, de donde estaba próximo a graduarse de la facultad de derecho con 42 años de edad.

## Respuesta
Como respuesta al acto de brutalidad policíaca, algunos bogotanos se indignaron y decidieron organizar protestas pacíficas, cacerolazos y manifestaciones. Estas desembocaron en todo un movimiento nacional en contra de la brutalidad policial. También se presentaron disturbios donde fueron destruidas estaciones de policía, URI, y otros establecimientos pertenecientes a la Policía Nacional de Colombia.